# Oniceni
Oniceni es una comuna ubicada en el distrito de Neamț, Rumania.

## Superficie
Posee una superficie de 45,42 kilómetros cuadrados.

## Demografía
Hasta 2021 la población era de 3351 habitantes, con una densidad de población de 73,78 habitantes por kilómetro cuadrado.